# Iceland International 1992
Die Iceland International 1992 im Badminton fanden vom 6. bis zum 8. März 1992 statt.

## Sieger und Platzierte
| Disziplin    | Gold                               | Silber                        | Bronze                                       |
| ------------ | ---------------------------------- | ----------------------------- | -------------------------------------------- |
| Herreneinzel | Mike Brown                         | Broddi Kristjánsson           | Jon Petur Zimsen                             |
| Herreneinzel | Mike Brown                         | Broddi Kristjánsson           | Þorsteinn Páll Hængsson                      |
| Dameneinzel  | Jennifer Allen                     | Ása Pálsdóttir                | Elsa Nielsen                                 |
| Dameneinzel  | Jennifer Allen                     | Ása Pálsdóttir                | Þórdís Edwald                                |
| Herrendoppel | Simon Archer Julian Robertson      | Russell Hogg Kenny Middlemiss | Árni Þór Hallgrímsson Broddi Kristjánsson    |
| Herrendoppel | Simon Archer Julian Robertson      | Russell Hogg Kenny Middlemiss | Mike Adams Chris Rees                        |
| Damendoppel  | Elinor Middlemiss Jennifer Allen   | Þórdís Edwald Ása Pálsdóttir  | Áslaug Jónsdóttir Elsa Nielsen               |
| Damendoppel  | Elinor Middlemiss Jennifer Allen   | Þórdís Edwald Ása Pálsdóttir  | Guðrún Júlíusdóttir Kristín Magnúsdóttir     |
| Mixed        | Kenny Middlemiss Elinor Middlemiss | Mike Brown Ása Pálsdóttir     | Chris Rees Guðrún Júlíusdóttir               |
| Mixed        | Kenny Middlemiss Elinor Middlemiss | Mike Brown Ása Pálsdóttir     | Þorsteinn Páll Hængsson Kristín Magnúsdóttir |

## Ergebnisse

### Herreneinzel
- Jón Halldórsson –  Erling Bergthorsson: 13-15 / 17-14 / 15-12
- Tryggvi Nielsen –  Kristjan Kristjansson: 15-7 / 15-9
- Valgeir Magnusson –  Jón Sigurðsson: 15-3 / 15-7
- Broddi Kristjánsson –  Skuli Sigurdsson: 15-6 / 15-4
- Armann Thorvaldsson –  Einar Sigurdsson: 15-5 / 15-8
- Stephenson Sylvester –  Vidar Gislason: 15-11 / 8-15 / 15-5
- Julian Robertson –  Andres Nielsen: 15-1 / 15-6
- Jon Petur Zimsen –  Andri Stefansson: 15-2 / 15-2
- Ástvaldur Heiðarsson –  Jón Halldórsson: 15-2 / 15-3
- Oli Bjorn Zimsen –  Tryggvi Nielsen: 15-6 / 15-2
- Michael Brown –  Ragnar Jonsson: 15-4 / 15-1
- Njörður Ludvigsson –  Hans Hjartarson: 15-10 / 15-2
- Árni Þór Hallgrímsson –  Kristjan Danielsson: 15-3 / 15-1
- Þorsteinn Páll Hængsson –  Hjalti Hardarson: 15-0 / 15-2
- Gunnar Bollason –  Frimann Ari Ferdinandsson: 15-4 / 15-6
- Simon Archer –  Skarphedinn Gardarsson: 15-3 / 15-3
- Orri Orn Arnason –  Oskar Bragason: w.o.
- Asgeir Halldorsson –  Gunnar Petersen: w.o.
- Valgeir Magnusson –  Reynir Gudmundsson: w.o.
- Broddi Kristjánsson –  Armann Thorvaldsson: 15-8 / 15-6
- Stephenson Sylvester –  Orri Orn Arnason: 15-7 / 15-2
- Julian Robertson –  Asgeir Halldorsson: 15-6 / 15-5
- Jon Petur Zimsen –  Ástvaldur Heiðarsson: 15-3 / 15-2
- Michael Brown –  Oli Bjorn Zimsen: 15-3 / 15-9
- Árni Þór Hallgrímsson –  Njörður Ludvigsson: 15-2 / 15-2
- Þorsteinn Páll Hængsson –  Valgeir Magnusson: 15-4 / 15-2
- Simon Archer –  Gunnar Bollason: 15-1 / 15-4
- Broddi Kristjánsson –  Stephenson Sylvester: 15-6 / 15-2
- Jon Petur Zimsen –  Julian Robertson: 15-12 / 15-7
- Michael Brown –  Árni Þór Hallgrímsson: 15-6 / 17-15
- Þorsteinn Páll Hængsson –  Simon Archer: 18-14 / 15-4
- Broddi Kristjánsson –  Jon Petur Zimsen: 18-16 / 11-15 / 15-2
- Michael Brown –  Þorsteinn Páll Hængsson: 15-9 / 15-0
- Michael Brown –  Broddi Kristjánsson: 15-10 / 6-15 / 15-9

### Dameneinzel
- Guðrún Júlíusdóttir –  Magnea Magnusdottir: 11-1 / 11-0
- Vigdís Ásgeirsdóttir –  Adalheidur Palsdottir: 11-3 / 11-4
- Maria Thors –  Áslaug Jónsdóttir: 12-11 / 11-5
- Margret Dan Thorisdottir –  Svandis Kjartansdottir: 11-5 / 11-4
- Jennifer Williamson –  Guðrún Júlíusdóttir: 11-0 / 11-6
- Elsa Nielsen –  Vigdís Ásgeirsdóttir: 11-3 / 11-0
- Ása Pálsdóttir –  Maria Thors: 11-2 / 11-3
- Þórdís Edwald –  Margret Dan Thorisdottir: 11-0 / 11-2
- Jennifer Williamson –  Elsa Nielsen: 11-5 / 12-11
- Ása Pálsdóttir –  Þórdís Edwald: 11-3 / 11-7
- Jennifer Williamson –  Ása Pálsdóttir: 11-4 / 11-4

### Herrendoppel
- Valgeir Magnusson /  Andri Stefansson –  Haraldur Gudmundsson /  Hjalti Hardarson: 15-7 / 7-15 / 15-5
- Michael Brown /  Þorsteinn Páll Hængsson –  Einar Sigurdsson /  Skuli Sigurdsson: 15-4 / 15-7
- Jon Petur Zimsen /  Oli Bjorn Zimsen –  Oskar Bragason /  Reynir Gudmundsson: w.o.
- Árni Þór Hallgrímsson /  Broddi Kristjánsson –  Gunnar Bjorgvinsson /  Skarphedinn Gardarsson: 15-11 / 15-10
- Sigfus Aegir Arnason /  Snorri Ingvarsson –  Orri Orn Arnason /  Njörður Ludvigsson: 15-6 / 15-5
- Simon Archer /  Julian Robertson –  Ástvaldur Heiðarsson /  Ragnar Jonsson: 15-11 / 15-6
- Valgeir Magnusson /  Andri Stefansson –  Tryggvi Nielsen /  Jón Sigurðsson: 15-9 / 15-11
- Jon Petur Zimsen /  Oli Bjorn Zimsen –  Kristjan Danielsson /  Gunnar Petersen: 15-6 / 15-2
- Michael Adams /  Chris Rees –  Erling Bergthorsson /  Andres Nielsen: 15-1 / 15-1
- Michael Brown /  Þorsteinn Páll Hængsson –  Frimann Ari Ferdinandsson /  Stephenson Sylvester: 15-3 / 15-8
- Russell Hogg /  Kenny Middlemiss –  Asgeir Halldorsson /  Jón Halldórsson: 15-1 / 15-1
- Árni Þór Hallgrímsson /  Broddi Kristjánsson –  Sigfus Aegir Arnason /  Snorri Ingvarsson: 15-5 / 15-3
- Simon Archer /  Julian Robertson –  Valgeir Magnusson /  Andri Stefansson: 15-1 / 15-2
- Michael Adams /  Chris Rees –  Jon Petur Zimsen /  Oli Bjorn Zimsen: 15-11 / 15-7
- Russell Hogg /  Kenny Middlemiss –  Michael Brown /  Þorsteinn Páll Hængsson: 15-10 / 15-10
- Simon Archer /  Julian Robertson –  Árni Þór Hallgrímsson /  Broddi Kristjánsson: 13-18 / 15-2 / 15-10
- Russell Hogg /  Kenny Middlemiss –  Michael Adams /  Chris Rees: 15-5 / 7-15 / 15-9
- Simon Archer /  Julian Robertson –  Russell Hogg /  Kenny Middlemiss: 15-9 / 15-9

### Damendoppel
- Kristin Berglind /  Adalheidur Palsdottir –  Svandis Kjartansdottir /  Magnea Magnusdottir: 15-2 / 15-2
- Elinor Middlemiss /  Jennifer Williamson –  Hanna Lara Kohler /  Lovisa Sigurdardottir: 15-3 / 15-2
- Áslaug Jónsdóttir /  Elsa Nielsen –  Sigridur M. Jonsdottir /  Stella Mattiasdottir: 15-9 / 15-5
- Guðrún Júlíusdóttir /  Kristin Magnusdottir –  Kristin Berglind /  Adalheidur Palsdottir: 15-3 / 15-2
- Þórdís Edwald /  Ása Pálsdóttir –  Vigdís Ásgeirsdóttir /  Margret Dan Thorisdottir: 15-0 / 15-3
- Elinor Middlemiss /  Jennifer Williamson –  Áslaug Jónsdóttir /  Elsa Nielsen: 15-1 / 15-2
- Þórdís Edwald /  Ása Pálsdóttir –  Guðrún Júlíusdóttir /  Kristin Magnusdottir: 15-14 / 15-11
- Elinor Middlemiss /  Jennifer Williamson –  Þórdís Edwald /  Ása Pálsdóttir: 15-5 / 15-3

### Mixed
- Jon Petur Zimsen /  Elsa Nielsen –  Sigfus Aegir Arnason /  Hanna Lara Kohler: 15-3 / 15-6
- Gunnar Petersen /  Áslaug Jónsdóttir –  Frimann Ari Ferdinandsson /  Kristin Berglind: 15-13 / 15-5
- Þorsteinn Páll Hængsson /  Kristin Magnusdottir –  Skarphedinn Gardarsson /  Sigridur M. Jonsdottir: 15-10 / 15-0
- Armann Thorvaldsson /  Þórdís Edwald –  Stephenson Sylvester /  Adalheidur Palsdottir: 15-8 / 15-1
- Ástvaldur Heiðarsson /  Stella Mattiasdottir –  Gunnar Bjorgvinsson /  Maria Thors: 18-14 / 15-5
- Kenny Middlemiss /  Elinor Middlemiss –  Jon Petur Zimsen /  Elsa Nielsen: 18-16 / 15-6
- Chris Rees /  Guðrún Júlíusdóttir –  Gunnar Petersen /  Áslaug Jónsdóttir: 15-4 / 15-9
- Þorsteinn Páll Hængsson /  Kristin Magnusdottir –  Armann Thorvaldsson /  Þórdís Edwald: 17-15 / 15-10
- Michael Brown /  Ása Pálsdóttir –  Ástvaldur Heiðarsson /  Stella Mattiasdottir: 15-0 / 15-7
- Kenny Middlemiss /  Elinor Middlemiss –  Chris Rees /  Guðrún Júlíusdóttir: 15-13 / 15-11
- Michael Brown /  Ása Pálsdóttir –  Þorsteinn Páll Hængsson /  Kristin Magnusdottir: 15-13 / 15-3
- Kenny Middlemiss /  Elinor Middlemiss –  Michael Brown /  Ása Pálsdóttir: 15-9 / 15-9